# Удар в спину (фильм, 1990)
«Удар в спину» (англ. Back Stab) — канадский художественный фильм 1990 года с главными ролями Мэг Фостер и Джеймс Бролин. Криминальный триллер, снятый в стиле нуар режиссёром Джимом Кауфманом.

## Сюжет
Клифф Мёрфи — архитектор. Он был женат, но его жена умерла несколько лет назад. Теперь Клифф остался вдовцом. Через некоторое время Клифф схлёстывается с незнакомой ему молодой женщиной Дженнифер. У Дженнифер имеются свои соображения для этой любовной связи с архитектором.
Но спокойное развитие событий нарушается убийством — в том доме, где Клифф и Дженнифер занимались любовью убитым оказывается шеф архитектора. Теперь сам Клифф может оказаться под подозрением, и для того чтобы доказать свою невиновность, он должен разобраться в том кто на самом деле убил его шефа.

## В ролях
- Джеймс Бролин — Клифф Мёрфи
- Мэг Фостер — Сара Рудник
- Дороти Берримэн — Джульетт Поулл
- Джун Чедвик — миссис Чемберс
- Роберт Морелли — Стив Хоув
- Бретт Холси — Кен Апдайк
- Изабелла Трушон — Дженнифер